# Liste der Chief Minister von Meghalaya
Diese Liste der Chief Minister von Meghalaya enthält die Chief Minister des nordostindischen Bundesstaats Meghalaya mit ihren Amtszeiten und Parteizugehörigkeiten:
| #  | Name                      | Amtsantritt      | Amtsende         | Partei                                                                        |
| -- | ------------------------- | ---------------- | ---------------- | ----------------------------------------------------------------------------- |
| 1  | Williamson A. Sangma      | 2. April 1970    | 9. März 1978     | All Party Hill Leaders’ Conference, ab 22. Nov. 1976 Indian National Congress |
| 2  | Darwin Diengdoh Pugh      | 10. März 1978    | 6. Mai 1979      | All Party Hill Leaders’ Conference                                            |
| 3  | Brington Buhai Lyngdoh    | 7. Mai 1979      | 6. Mai 1981      | All Party Hill Leaders’ Conference                                            |
| 4  | Williamson A. Sangma      | 7. Mai 1981      | 1. März 1983     | Indian National Congress                                                      |
| 5  | Brington Buhai Lyngdoh    | 2. März 1983     | 1. April 1983    | All Party Hill Leaders’ Conference                                            |
| 6  | Williamson A. Sangma      | 2. April 1983    | 5. Februar 1988  | Indian National Congress                                                      |
| 7  | Purno Agitok Sangma       | 6. Februar 1988  | 25. März 1990    | Indian National Congress                                                      |
| 8  | Brington Buhai Lyngdoh    | 26. März 1990    | 10. Oktober 1991 | Hill People’s Union                                                           |
| 9  | (President’s rule)        | 11. Oktober 1991 | 4. Februar 1992  |                                                                               |
| 9  | D. Dethwelson Lapang      | 5. Februar 1992  | 18. Februar 1993 | Indian National Congress                                                      |
| 10 | Salseng C. Marak          | 19. Februar 1993 | 9. März 1998     | Indian National Congress                                                      |
| 11 | Brington Buhai Lyngdoh    | 10. März 1998    | 7. März 2000     | United Democratic Party                                                       |
| 12 | Evansius Kek Mawlong      | 8. März 2000     | 7. Dezember 2001 | United Democratic Party                                                       |
| 13 | Flinder Anderson Khonglam | 8. Dezember 2001 | 3. März 2003     | People’s Front of Meghalaya                                                   |
| 14 | D. Dethwelson Lapang      | 4. März 2003     | 14. Juni 2006    | Indian National Congress                                                      |
| 15 | J. Dringwell Rymbai       | 15. Juni 2006    | 9. März 2007     | Indian National Congress                                                      |
| 16 | D. Dethwelson Lapang      | 10. März 2007    | 18. März 2008    | Indian National Congress                                                      |
| 17 | Donkupar Roy              | 19. März 2008    | 18. März 2009    | United Democratic Party                                                       |
| 17 | (President’s rule)        | 19. März 2009    | 12. Mai 2009     |                                                                               |
| 18 | D. Dethwelson Lapang      | 13. Mai 2009     | 19. April 2010   | Indian National Congress                                                      |
| 19 | Mukul Sangma              | 20. April 2010   | 6. März 2018     | Indian National Congress                                                      |
| 20 | Conrad Sangma             | 6. März 2018     | im Amt           | National People’s Party                                                       |